# ستيفن أودونيل (ممثل)
ستيفن أودونيل (بالإنجليزية: Steven O'Donnell)‏ هو ممثل بريطاني، ولد في 19 مايو 1963 في ليدز في المملكة المتحدة.

## أعمال

### أفلام
- (1992) فار آند أوي[4]
- (1997) سبايس ورلد[5]
- (1998) شكسبير عاشقا[6]
- (2011) كونان البربري

## وصلات خارجية
- ستيفن أودونيل على موقع IMDb (الإنجليزية)
- ستيفن أودونيل على موقع ألو سيني (الفرنسية)
- ستيفن أودونيل على موقع ميوزك برينز (الإنجليزية)
- ستيفن أودونيل على موقع أول موفي (الإنجليزية)
- ستيفن أودونيل على موقع قاعدة بيانات الأفلام السويدية (السويدية)
- ستيفن أودونيل على موقع قاعدة بيانات الفيلم (الإنجليزية)